# パン食い競走
パン食い競走（パンくいきょうそう）は、主に運動会で行われる競技のひとつ。

## 概要
通常の徒競走に、一般的には次のようなルールを加えて行う。
徒競走のコース中に、物干し竿から紐付きの洗濯挟みで人数分のパンが吊るしてあり、走者はその内一つを手を使わずに口で銜え取り、パンを銜えたままゴールを目指す。
- 未開封のパン、物干し竿状の棒、洗濯紐付き洗濯ハサミ、ハチマキを用意する。
- 競技コースの途中に物干し竿などから競技人数分のパンを紐のついた洗濯ばさみ等でつるし、走者はそのうちひとつをゴールに持ち帰らねばならない。
- 走者はスタート前にあらかじめ、両手をハチマキで後ろ手に縛っておく。不正防止という意味もあるが、平衡感覚を奪ってパンをとりづらくする意味もある。このため必然的にパンを口だけでくわえることになる。
- 走者の順位が得点となる場合、くわえたパンを落としたり、ハチマキを解いて手を使った場合には減点や失格の対象になる。

徒競走のコースの途中に、竿からひもで人数分のパンがぶら下がっており、これを手を使わずに口でくわえ取り、パンをくわえたままゴールを目指す。パンを素早く取るのが重要なので、足が遅く走る競技が苦手な生徒も十分に活躍のチャンスがある。障害物競走の関門のひとつとして設けられることもある。 
パンをつるす高さは、走者が直立した状態でわずかに口に届かない程度に設定される。そのため、係の者二名はイスなどに上って、パンを吊るす棒を持つことが多い。個々のパンの高さは同じなので、走者の身長に差があった場合は背の高い方が有利になる。このため、小学校などでは身長の近い児童、男女別同士で参加させるよう配慮されることがある。パンはそのまま走者に対する景品となる。
敗戦後深刻な食糧難が続いていた1946年9月の日本の小学校の運動会では、パン食い競走が人気種目になった。
起源については諸説あり、1896年（明治29年）の札幌農学校、1874年（明治7年）の海軍兵学寮などが挙げられている。